# 良吳蘇羅漢
良吳蘇羅漢（發音：[ɲàʊɴ ʔú sɔ́jəháɴ]）舊譯良宇修羅漢，是緬甸蒲甘王朝的君主，956年至1001年在位。良吳蘇羅漢是農民，在農田中誤殺了取食黃瓜的前任國王登科。為了王國的安定，在王后與國王隨從的謀劃下，良吳蘇羅漢接替登科成為蒲甘國王。良吳蘇羅漢因此也被稱為「黃瓜王」、「農夫王」。多年後，宫错姜漂推翻了他的統治，而宫错姜漂後又被良吳蘇羅漢的兩個兒子基梭、叟格德推翻。